# I Want
I Want è il primo album in studio del gruppo musicale italiano The Kolors, pubblicato il 19 maggio 2014 dalla Mr. Boost Snc.

## Descrizione
Il disco è composto da undici brani inediti, tra cui i brani Twisting, Me Minus You, Why Don't You Love Me? (successivamente ripubblicati nel secondo album Out) e No More, per il quale è stato realizzato un videoclip reso pubblico a partire dal 22 settembre.
Con la partecipazione del gruppo alla quattordicesima edizione del talent show Amici di Maria De Filippi, I Want è entrato nella top 100 della classifica italiana degli album, classificandosi alla 57ª posizione.

## Tracce
1. Keep On Smiling – 3:39
2. Yeah Yeah Yeah – 3:25
3. No More – 3:18
4. Twisting – 3:03
5. Light On – 3:16
6. Me Minus You – 3:53
7. Sweet Sixteen – 3:42
8. Fear of Loving – 3:43
9. Why Don't You Love Me? – 2:40
10. I Don't Give a Funk – 2:55
11. As Cool as Britney – 0:58

## Formazione
- Antonio "Stash" Fiordispino – voce, chitarra, basso, pianoforte, sintetizzatore, percussioni
- Daniele Mona – sintetizzatore, talk box, basso, percussioni
- Alex Fiordispino – batteria, percussioni

## Classifiche
| Classifica (2015) | Posizione massima |
| ----------------- | ----------------- |
| Italia            | 57                |